# بالا سندباکس
بالا سندباکس (به انگلیسی: Up the Sandbox) فیلمی محصول سال ۱۹۷۲ و به کارگردانی اروین کرشنر است. در این فیلم بازیگرانی همچون باربارا استرایسند، دیوید سلبی، هاکوبو مورالس، پال بندیکت، جرج اس. اروینگ، کنراد باین، ایزابل سنفرد، پال دولی، ان رمزی، لوئیس اسمیت، جنیفر دارلینگ و استاکرد چنینگ ایفای نقش کرده‌اند.